# Stefan Ringbom
Stefan Ringbom, född 13 december 1947 i Bromma, är en svensk sångare och gitarrist, som tidigare spelade med i The Mascots och Fria Proteatern. Han har senare blivit vissångare och bland annat tolkat Vladimir Vysotskij.
Liksom flera andra medlemmar av The Mascots gick han i Adolf Fredriks skola och Stockholms Musikgymnasium. År 1977 medverkade han i den på Oktoberförlaget utgivna musikpolitiska skriften Folket har aldrig segrat till fiendens musik.

## Filmografi
- 1966 – Trettio pinnar muck